# Domenico Dall'Oglio
Domenico Dall'Oglio (Padova, 1700 circa – Narva, 1764) è stato un violinista e compositore italiano.

## Biografia
Dall'Oglio fu probabilmente allievo di Giuseppe Tartini nel 1721, quando costui divenne primo violino e capo di concerto presso la Basilica di Sant'Antonio di Padova, o forse dopo la fondazione della cosiddetta scuola di Tartini di violino. Nel 1732 fu nominato violinista presso la Basilica di Sant'Antonio, ma nel 1735 lasciò questo posto per recarsi in Russia con il fratello Giuseppe, un violoncellista. Ambedue i fratelli rimasero a San Pietroburgo per ben 29 anni al servizio della corte imperiale. Le varie registrazioni di corte fanno frequente riferimento alle attività di Domenico come violinista virtuoso, compositore, nonché come partecipe agli intrighi di corte. Per diletto egli amava costruire strumenti musicali, precisamente violini e liuti. Morì a Narva, in Estonia, nel viaggio di ritorno verso l'Italia.

## Considerazioni sull'artista
La maggior parte dei lavori scritti di Dall'Oglio sono composizioni strumentali, tuttavia presso la corte imperiale di San Pietroburgo, in assenza del maestro di cappella Francesco Araja, fu chiamato più volte a produrre musica per il teatro. Dall'esame della sua musica per strumenti ad arco è possibile constatare che egli fu un maestro dello stile virtuosistico italiano del XVIII secolo: infatti nei suoi lavori frequentissimo è l'uso della corda doppia e dei passaggi alle alte posizioni. Strutturalmente le sue sonate per violino seguono la forma Adagio-Allegro-Allegro, invece nei concerti predilesse la tipica struttura in voga, ossia Allegro-Grave/Largo-Allegro; degni di nota sono i movimenti lenti delle composizioni, i quali presentavano elaborati abbellimenti tipici della scuola di Tartini.

## Composizioni
- 12 sonate per violino e violoncello/clavicembalo (1738, Amsterdam)
- 6 sinfonie per 2 violini, viola e basso, op.1 (1753, Parigi)
- 2 sonate per flauto e basso
- 12 sonate per violino e basso continuo
- Sonate a 4 per 2 violini, viola e basso
- Sinfonia Russa per 4 violini (perduta)
- Quelques sinfonie alle russe (perduta)
- Sinfonia per 2 clarinetti, 2 violini, timpani e basso (perduta)
- Pezzi per violetta e basso
- 17 concerti per violino (con 2 violini obbligati, viola e violoncello obbligati)
- 10 sonate per violino e basso
- La Russia afflitta (prologo e arie per La clemenza di Tito di Johann Adolf Hasse; perduta)
- E soffrirò che si – Combattuto da più venti (recitativo e arie per soprano e archi; per la Didone abbandonata di Francesco Zoppis)
- Vari balletti e musico per il teatro